# NGC 1676
NGC 1676 је расејано звездано јато у сазвежђу Златна риба које се налази на NGC листи објеката дубоког неба.
Деклинација објекта је - 68° 49' 40" а ректасцензија 4h 43m 54,2s. Привидна величина (магнитуда) објекта NGC 1676 износи 14,1. NGC 1676 је још познат и под ознакама ESO 55-SC36.